# فلورنت مارتی
فلورنت مارتی (انگلیسی: Florent Marty؛ زادهٔ ۱۵ مارس ۱۹۸۴) بازیکن فوتبال اهل فرانسه است.
از باشگاه‌هایی که در آن بازی کرده‌است می‌توان به باشگاه فوتبال المپیک لیون و باشگاه ورزشی آمیان اشاره کرد.